# West Lockinge
West Lockinge är en by i civil parish Lockinge, i distriktet Vale of White Horse, i grevskapet Oxfordshire, i England. Byn är belägen 12 km från Abingdon-on-Thames. West Lockinge var en civil parish 1866–1934 när blev den en del av Lockinge. Civil parish hade 60 invånare år 1931. Byn nämndes i Domedagsboken (Domesday Book) år 1086, och kallades då Lachinge(s).